# Akarandut Orok
Akarandut Orok est un footballeur nigérian né le 18 mars 1987 à Uyo qui joue au poste d'attaquant. 

## Carrière
- 2006-2007 : Enyimba ( Nigeria)
- 2007-2009 : Akwa United Football Club ( Nigeria)
- 2009-2010 : Club sportif sfaxien ( Tunisie)
- 2010-2011 : Avenir sportif de Gabès ( Tunisie) (Prêt)
- 2011 : Club sportif sfaxien ( Tunisie)
- 2011-2012 : Emirates Club ()
- 2012-20** : Stade tunisien ( Tunisie)